# サニーデイ・サービス BEST 1995-2000
『サニーデイ・サービス BEST 1995-2000』（サニーデイ・サービス・ベスト 1995-2000）は、2013年6月26日に発売された、サニーデイ・サービス通算3作目のベスト・アルバム。

## 解説
2001年に発売された『Best Sky』と『Best Flower -B side collection-』以来、10年ぶりのベスト・アルバム。曽我部恵一によるベスト選曲のDISC 1と、未発表テイクやレア・トラックのDISC 2で構成された、2013年リマスタリングによるSHM-CD仕様の2枚組。
本作リリースのきっかけを曽我部は「最初はミディから“ベストを出さないか?”っていう話があったの。まあ前に出したのもう10何年前だし、そのときは解散直後で内容にもほとんどタッチしてなくて。だからこの機会に自分でちゃんとベストっていうものを考えてみようかなって思って作り始めたんだよね」という。今回、2008年の再結成後の曲が収録されていないのは「今のサニーデイはまだ、再結成してから何を成したっていうことがまったくないんで。ここからもっとやっていって何かになったらそのときに考えるかもしれないけど。2000年までのサニーデイっていうのはきれいに完結した1つの物語としてあるからね」と答えている。
曽我部は当時のサニーデイを見て、今の自分があんなに無心に音を鳴らせてるかって考えると悔しいという。「甘いところは多いし、粗探しはいくらでもできるの。でもとにかく無心で、それは今の自分にないところで。さすが若さだなっていう感じはある。しかも俺の場合、無心がわりと何年も続いててラッキーだった。バンドってやっぱり初期衝動が冷めたときに次の人生が始まるわけで、でもサニーデイはずっと無心のままだったからね。キラキラしてたと思う」「キラキラしてるからこそ、逆に退廃的な歌を歌ったりもするしね。サニーデイは今になってみるとスノードームの中みたいだったなって思う。きれいなおとぎ話の世界っていうかね。あまりにも世間知らずで純粋で、神聖な感じすらする。本当に鳴らしたいその音のほうしか見ていない。たぶんそれがあのバンドの魅力だったんだろうなって思うよね」という。
本作は、曽我部のソロとしてキャリア初のベスト・アルバム『曽我部恵一BEST 2001-2013』と同日発売された。

## 収録曲

### DISC 1
1. 恋におちたら  –  (4:45)[1]
2. 雨の土曜日  –  (3:37)[1]
3. 恋はいつも  –  (4:32)[1]
4. スロウライダー  –  (4:49)[1]
本作ではフェード・アウトせず、エンディングまで収録されている。
5. あじさい  –  (4:21)[1]
6. 青春狂走曲  –  (3:21)[1]
7. いつもだれかに  –  (2:09)[1]
8. シルバー・スター  –  (5:17)[1]
9. baby blue  –  (3:46)[1]
10. さよなら! 街の恋人たち  –  (6:21)[1]
11. サマー・ソルジャー  –  (6:18)[1]
12. 白い恋人  –  (3:50)[1]
13. 夜のメロディ  –  (4:41)[1]
14. NOW  –  (3:25)[1]
15. 若者たち  –  (3:32)[1]

### DISC 2
1. サマー・ソルジャー (2000.12.14 @新宿リキッドルーム 解散ライブ)  –  (5:52)[1]
2000年12月の解散ライブ当日、アンコール最後の演奏曲。ファンによる客席からの録音。
2. 花咲くころ  –  (3:46)[1]
3. 恋人の部屋  –  (4:08)[1]
4. あの花と太陽と  –  (5:36)[1]
5. 魔法 (Carnival mix)  –  (8:05)[1]
6. 真昼のできごと (Unreleased version)  –  (3:39)[1]
『24時』[注釈 4]レコーディング時の未発表曲。アルバムはこの曲が入った状態で一度マスタリングまで完了したものの、最後にはアルバムから外されて再マスタリングされた。後に曽我部のファースト・ソロ・アルバム『曽我部恵一』[注釈 5]にアレンジを変えて収録された。
7. 96粒の涙 (Alt. version)  –  (3:01)[1]
『愛と笑いの夜』[注釈 6]レコーディング時のアウト・テイク。本作の選曲会議でメンバーの田中貴が持ち込んだもの。曽我部は曲に対しての驚きより先に、田中の物持ちが良すぎることに感心したという[3]。
8. 何処へ?  –  (3:27)[1]
9. Somebody's watching you  –  (3:57)[1]
10. ここで逢いましょう  –  (5:07)[1]
11. 成長するってこと  –  (7:18)[1]
12. からっぽの朝のブルース  –  (5:58)[1]
13. 土曜日と日曜日  –  (3:48)[1]
14. 恋におちたら (AG version)  –  (4:10)[1]
本作のために昔のマスター・テープを探す中で見つかったテイク。公式に発表されたものと聴き比べると大きく異なる歌い方を曽我部は、だぶん、もともとはこんなイメージの曲だったのだろうという[3]。
15. いつもだれかに (1996.4.24 @渋谷クラブクアトロ 公式デビューライブ)  –  (4:08)[1]
デビュー・ライブの1曲目で一度失敗して演奏がストップし、再度スタートする。

## クレジット

### 恋におちたら
| Vocal, guitar, tambourine, chime 曽我部恵一 |
| Bass 田中貴                                 |
| Drums 丸山晴茂                              |
| Piano 中村文俊                              |
|                                             |
| Recorded and mixed by 中村文俊              |
| シングル「恋におちたら」 (1995)             |
| アルバム『東京』 (1996)                     |

### 雨の土曜日
| Vocal, guitar, piano 曽我部恵一 |
| Bass 田中貴                     |
| Drums, triangle 丸山晴茂        |
| Organ 高野勲                    |
|                                 |
| Recorded and mixed by 中村文俊  |
| アルバム『愛と笑いの夜』 (1997) |

### 恋はいつも
| Vocal, guitar 曽我部恵一           |
| Bass, mellotron, chorus 田中貴     |
| Drums, percussion, chorus 丸山晴茂 |
| Keyboard 高野勲                    |
|                                    |
| Recorded by 吉満宏之               |
| Mixed by 曽我部恵一、吉満宏之      |
| アルバム『MUGEN』 (1999)           |

### スロウライダー
| Vocal, guitar 曽我部恵一           |
| Bass, mellotron, chorus 田中貴     |
| Drums, percussion, chorus 丸山晴茂 |
| Keyboard, chorus 高野勲            |
| Chorus 小田島等                    |
|                                    |
| Recorded by 吉満宏之               |
| Mixed by 曽我部恵一、吉満宏之      |
| アルバム『MUGEN』 (1999)           |

### あじさい
| Vocal, guitar, drums, bass, percussion, electric piano 曽我部恵一 |
| Strings 篠崎正嗣カルテット                                        |
| Strings arrangement 矢野誠                                        |
|                                                                   |
| Recorded and mixed by 中村文俊                                    |
| アルバム『東京』 (1996)                                           |

### 青春狂走曲
| Vocal, guitar 曽我部恵一       |
| Bass 田中貴                    |
| Drums, tambourine 丸山晴茂     |
| Organ, piano 並木静            |
| Hand clap 新宿少年団           |
|                                |
| Recorded and mixed by 中村文俊 |
| アルバム『東京』 (1996)        |

### いつもだれかに
| Vocal, guitar, organ 曽我部恵一 |
| Bass 田中貴                     |
| Drums, conga 丸山晴茂           |
|                                 |
| Recorded and mixed by 中村文俊  |
| アルバム『若者たち』 (1995)     |

### シルバー・スター
| Vocal, guitar, banjo 曽我部恵一 |
| Bass, guitar solo 田中貴        |
| Drums, tambourine 丸山晴茂      |
|                                 |
| Recorded by 吉満宏之            |
| Mixed by 曽我部恵一、吉満宏之   |
| アルバム『24時』 (1998)         |

### baby blue
| Vocal, guitar, piano solo 曽我部恵一    |
| Bass 田中貴                             |
| Drums 丸山晴茂                          |
|                                         |
| Recorded and mixed by 中村文俊          |
| アルバム『サニーデイ・サービス』 (1997) |

### さよなら! 街の恋人たち
| Vocal, guitar, harmonica, banjo 曽我部恵一 |
| Bass 田中貴                                |
| Drums, bongo 丸山晴茂                      |
| Guitar, chorus 新井仁                      |
| Piano, chorus 高野勲                       |
|                                            |
| Recorded by 吉満宏之                       |
| Mixed by 曽我部恵一、吉満宏之              |
| シングル「さよなら! 街の恋人たち」 (1998)  |
| アルバム『24時』 (1998)                    |

### サマー・ソルジャー
| Vocal, guitar 曽我部恵一               |
| Bass 田中貴                            |
| Drums, tambourine 丸山晴茂             |
| Piano 高野勲                           |
| Strings 篠崎正嗣セクション             |
| Strings arrangement 矢野誠             |
|                                        |
| Recorded and mixed by 内海うっちぃ幸雄 |
| シングル「サマー・ソルジャー」 (1996)  |

### 白い恋人
| Vocal, guitar 曽我部恵一        |
| Bass 田中貴                     |
| Drums 丸山晴茂                  |
| Piano, organ 高野勲             |
| Tambourine 宇佐美慶洋           |
|                                 |
| Recorded and mixed by 中村文俊  |
| アルバム『愛と笑いの夜』 (1997) |

### 夜のメロディ
| Vocal 曽我部恵一                           |
| Bass 田中貴                                |
| Drums 丸山晴茂                             |
| Keyboard 高野勲                            |
| Programming 杉浦英治                       |
|                                            |
| Produced by 高野勲、杉浦英治、曽我部恵一   |
|                                            |
| Recorded by 沖山俊                         |
| Mixed by 高山徹                            |
| シングル「夜のメロディ ⁄ 恋は桃色」 (2000) |
| アルバム『LOVE ALBUM』 (2000)              |

### NOW
| Vocal, guitar 曽我部恵一                |
| Bass, electric piano, chorus 田中貴     |
| Drums, chorus 丸山晴茂                  |
| Chorus 新井仁                           |
|                                         |
| Recorded by 中村文俊                    |
| Mixed by 湊雅行                         |
| シングル「NOW」 (1997)                  |
| アルバム『サニーデイ・サービス』 (1997) |

### 若者たち
| Vocal, guitar, electric piano, shaker, harmonica 曽我部恵一 |
| Bass 田中貴                                                 |
| Drums, organ, conga 丸山晴茂                                |
|                                                             |
| Recorded and mixed by 中村文俊                              |
| アルバム『若者たち』 (1995)                                 |

### サマー・ソルジャー
| Vocal, guitar 曽我部恵一                   |
| Bass, chorus 田中貴                        |
| Drums 丸山晴茂                             |
| Keyboard 高野勲                            |
| Guitar 細野しんいち                        |
| Percussin 三原重夫                         |
|                                            |
| Live PA engineer 三瓶和敏                  |
| Recorded by 誌村宏明                       |
| 解散ライブ 新宿リキッドルーム (2000.12.14) |

### 花咲くころ
| Vocal, guitar 曽我部恵一              |
| Bass 田中貴                           |
| Drums 丸山晴茂                        |
| Piano 宇佐美慶洋                      |
|                                       |
| Recorded by 谷栄治                    |
| mixed by 船橋浩一                     |
| シングル「ここで逢いましょう」 (1996) |

### 恋人の部屋
| Vocal, guitar 曽我部恵一       |
| Bass 田中貴                    |
| Drums 丸山晴茂                 |
| Organ 高野勲                   |
|                                |
| Recorded and mixed by 中村文俊 |
| シングル「恋人の部屋」 (1997)  |

### あの花と太陽と
| Vocal, guitar, vibraphone 曽我部恵一 |
| Bass 田中貴                          |
| Drums 丸山晴茂                       |
|                                      |
| Recorded and mixed by 中村文俊       |
| シングル「NOW」 (1997)               |

### 魔法 (Carnival mix)
| Vocal, guitar, programming 曽我部恵一                     |
| Bass 田中貴                                               |
| Drums 丸山晴茂                                            |
| Keyboard 高野勲                                           |
| Programming 杉浦英治                                      |
| Percussion マック清水                                     |
| Strings arrangement and synthesizer 松田マヨ              |
|                                                           |
| Original version produced by 高野勲、杉浦英治、曽我部恵一 |
| Recorded by 田中信義                                      |
| Additional recording engineer 沖山俊                      |
| Mixed by 曽我部恵一                                       |
| Additional production and remixed by 曽我部恵一           |
| シングル「魔法」 (2000)                                   |

### 真昼のできごと (Unreleased version)
| Vocal, percusion 曽我部恵一    |
| Bass 田中貴                    |
| Drums 丸山晴茂                 |
| Electic piano 高野勲           |
| Orchestra arrangement 四家卯大 |
|                                |
| Recorded by 吉満宏之           |
| Mixed by 曽我部恵一、吉満宏之  |
| 未発表テイク (1998)            |

### 96粒の涙 (Alt. version)
| Vocal, guitar 曽我部恵一 |
| Bass 田中貴              |
| Drums 丸山晴茂           |
| Pedal steel 駒沢裕城     |
|                          |
| 未発表テイク (1995)      |

### 何処へ?
| Vocal, guitar, organ 曽我部恵一 |
| Bass, chorus 田中貴             |
| Drums 丸山晴茂                  |
|                                 |
| Recorded by 中村文俊            |
| Mixed by 正井豊                 |
| シングル「NOW」 (1997)          |

### Somebody's watching you
| Vocal, guitar 曽我部恵一                             |
| Bass, chorus 田中貴                                  |
| Rhythm box 丸山晴茂                                  |
| Keyboard, chorus 細野しんいち                        |
| Chorus 渡邊文武                                      |
|                                                      |
| Written by Sylvester Stewart                         |
| 日本語詞 ： 曽我部恵一、細野しんいち                 |
|                                                      |
| Recorded live at 東京都杉並区 宝陽幼稚園 (2000.7.12) |
| ライブ・アルバム『FUTURE KISS』 (2000)               |

### ここで逢いましょう
| Vocal, guitar 曽我部恵一              |
| Bass 田中貴                           |
| Drums 丸山晴茂                        |
| Handclap 全員                         |
|                                       |
| Recorded by 谷栄治                    |
| mixed by 船橋浩一                     |
| シングル「ここで逢いましょう」 (1996) |

### 成長するってこと
| Vocal, guitar 曽我部恵一          |
| Bass 田中貴                       |
| Drums, tambourine 丸山晴茂        |
| Organ 高野勲                      |
|                                   |
| Recorded by 吉満宏之              |
| Mixed by 曽我部恵一、吉満宏之     |
| シングル「今日を生きよう」 (1998) |

### からっぽの朝のブルース
| Vocal, guitar 曽我部恵一          |
| Wind 田中貴                       |
| Drums, tambourine 丸山晴茂        |
| Electric piano, bass 高野勲       |
|                                   |
| Recorded and mixed by 吉満宏之    |
| シングル「今日を生きよう」 (1998) |

### 土曜日と日曜日
| Vocal, guitar 曽我部恵一          |
| Bass, chorus 田中貴               |
| Drums, percussion 丸山晴茂        |
| Keyboard, chorus 高野勲           |
|                                   |
| Recorded by 吉満宏之              |
| Mixed by 曽我部恵一、吉満宏之     |
| シングル「スロウライダー」 (1999) |

### 恋におちたら (AG version)
| Vocal, guitar, tambourine 曽我部恵一 |
|                                      |
| 未発表テイク (circa 1995)            |

### いつもだれかに (1996.4.24 @渋谷クラブクアトロ 公式デビューライブ)
| Vocal, guitar 曽我部恵一                          |
| Bass 田中貴                                       |
| Drums 丸山晴茂                                    |
| Organ 宇佐美慶洋                                  |
|                                                   |
| 公式デビューライブ 渋谷クラブクアトロ (1996.4.24) |

### スタッフ
| - サニーデイ・サービス - 曽我部恵一、田中貴、丸山晴茂 |
| |
| Director 渡邊文武 |
| Sales promotion 塚原雅州 (MIDI) |
| |
| Mastering 滝瀬真代 (M's disk mastering) |
| |
| - Studios サウンドアライブ、BS&T、フリースタジオ湘南、SEDIC - スタジオテイク、梅が丘リンキーディンクスタジオ、太平スタジオ - マグネットスタジオ、フリーダムスタジオ、コロムビアスタジオ                             |
| |
| Art direction 小田島等 |
| Cover photo 倉科直弘 |
| Artist photo 岡村マキ |
| Models 吉井麻美 (penslifework)、松永勇人 |
| |
| ROSE RECORDS staff 岩崎朗太、水上由季、金野志保 |
| |
| - Special thanks - 高崎里美子、折茂治彦、大塩実穂、仲田裕美、折井隆彦、坂本正郁 - 伊藤優子、百瀬渡、峰友洋、林晋、宮脇浩、八谷健太郎、越山速水 - 山口保幸、野村英之、緑埜一弘、岡田崇、古谷ゆうこ、蔦岡晃、岩井慶太 |
| |
| All songs written and produced by 曽我部恵一 |
| (except where noted) |
| |
| Executive Producer 大蔵博 (MIDI INC.) |

## リリース日一覧
| 地域 | タイトル                            | リリース日    | レーベル | 規格     | カタログ番号 | 備考                                             |
| ---- | ----------------------------------- | ------------- | -------- | -------- | ------------ | ------------------------------------------------ |
| 日本 | サニーデイ・サービス BEST 1995-2000 | 2013年6月26日 | MIDI     | SHM-CD×2 | MDCL-1538/39 | 2013年リマスタリング音源によるベスト・アルバム。 |